# ГЕС Куру-Чу
ГЕС Куру-Чу (англ. Kurichhu) – гідроелектростанція на сході Бутану. Використовує ресурс із річки Kurichhu, правої притоки річки Drangmechhu, яка в свою чергу є лівим витоком річки Манас, котра вже на території індійського штату Ассам впадає  праворуч до Брахмапутри. 
В межах проекту річку перекрили бетонною гравітаційною греблею висотою 55 метрів, довжиною 285 метрів та шириною по гребеню 8 метрів. Вона утримує водосховище з об’ємом 15,7 млн м3 (корисний об’єм  4,5 млн м3) та припустимим коливанням рівня поверхні в операційному режимі між позначками 526 та 534 метри НРМ. 
Пригреблевий машинний зал станції обладнали чотирма турбінами типу Каплан потужністю по 15 МВт, які при напорі у 32 метри забезпечують виробництво 0,4 млрд кВт-год електроенергії на рік.
Видача продукції відбувається через ЛЕП, розраховану на роботу під напругою 132 кВ.
Комплекс обладнаний рибоходом для перепуску риби через греблю.